# L'Escole Paroissiale
Pour un article plus général, voir Grand Chantre.

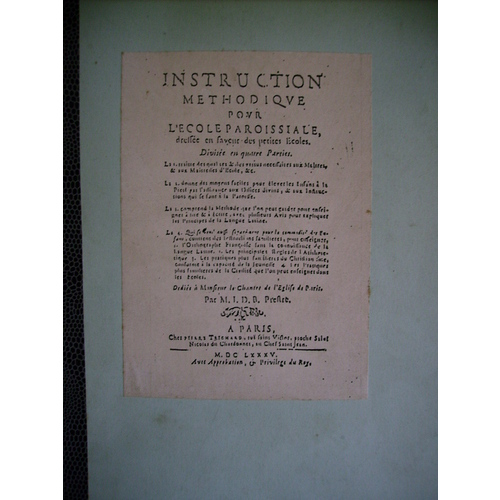
Abrégé de L'Escole Paroissiale, 1685

L'Escole Paroissiale ou la manière de bien instruire les enfants dans les petites escoles est un ouvrage de pédagogie écrit en 1654 par l'Abbé Jacques de Batencour de la compagnie de Saint-Nicolas-du-Chardonnet pour la Petite école de la Paroisse. Il en écrivit quelques années plus tard un abrégé dédié au chantre de Notre-Dame, L'Instruction méthodique pour l'école paroissiale.

## Un traité de pédagogie
Jacques de Batencour était prêtre de la compagnie des prêtres de Saint-Nicolas-du-Chardonnet, paroisse de Paris peu éloignée de Saint-Sulpice, et des écoles du Curé Olier, écrivit sans doute ce manuel résumant dix-huit années d'enseignement charitable, et devant servir à l'école paroissiale gratuite, œuvre de charité pour enfants pauvres  qui perdurera à Saint-Nicolas-du-Chardonnet jusqu'à la Révolution françaiseet école pilote, fondée  notamment sur l'apprentissage du latin « car cette langue est le fondement de la françoise ». 
Cet ouvrage aurait connu un immense succès quoiqu'il n'y ait eu qu'une seule édition, en 1654 avant sa forme abrégée.  L'organisation des écoles  proposée (par exemple, treize sorte d'officiers) aurait été adoptée par  plupart des écoles de France : Charles Démia en parle  dans son statut de 1676 pour les maîtres et maîtresses du diocèse de  Lyon (« Chaque maître et maîtresse se conformera autant que faire se pourra aux règlements et au livre intitulé L'École paroissiale, qu'un chacun aura et lira soigneusement»), et Henri de Nesmond, évêque de Bayeux, y fait allusion dans son Plan d'instruction et d'éducation (1671). Il  fut aussi, connu en Nouvelle-France et utilisé à Montréal, en édition originale ou sous sa forme abrégée, et  cent ans plus tard on en vendit encore douze exemplaires, en 1722.

## La Classe
« La chambre ou salle où se fera l'école doit être grande et spacieuse, à proportion des enfants que l'on y doit recevoir, comme par exemple il faut une chambre de vingt-six pieds en longueur, dix-sept à dix-huit pieds de largeur, et douze de hauteur pour cent enfants, de peur que les chaleurs ne causent quelque puanteur, et ensuite une maladie, et pour le maître et pour les enfants, notamment dans Paris, où l'air est fort grossier ; et ainsi sur cette mesure on peut régler le reste à proportion. Elle doit être bien percée de fenêtres à vitres, ou au moins à châssis à papier bien clairs. Et s'il était possible qu'elle lut percée des trois côtés, et même de quatre, ce serait le mieux, car en été que le temps est chaud, on ne peut avoir trop d'air pour évaporer toutes les mauvaises odeurs des enfants. Il y aura dans l'école une cheminée large et spacieuse de douze pieds au moins, et s'il se peut faire sans jambages, afin que plusieurs se puissent chauffer à la fois également ; les uns après les autres, étant assis sur un banc fait en demi-cercle qui puisse tenir dix ou douze écoliers ; un pied pour chacun suffit : ce banc doit être de la hauteur de quatorze pouces, pour la commodité des plus petits.  »
— Instruction méthodique pour l'école paroissiale, 1685 I.D.B.